# Сан-Поло-Матезе
Сан-Поло-Матезе (итал. San Polo Matese) —  коммуна в Италии, расположена в регионе Молизе, в провинции Кампобассо.
Население составляет 445 человек (2008 г.), плотность населения составляет 26 чел./км². Занимает площадь 17 км². Почтовый индекс — 86020. Телефонный код — 0874.
Покровителем коммуны почитается святитель Николай Мирликийский, чудотворец, празднование 6 декабря.

## Демография
Динамика населения:

## Администрация коммуны
- Официальный сайт: